# Matea Parlov Koštro
Matea Parlov Koštro (Zagreb, 2. lipnja 1992.) hrvatska je dugoprugašica
Natjecala se u maratonu na Svjetskom atletskom prvenstvu 2019. održanom u Dohi u Kataru. Nije završila svoju utrku. Završila je na 21. mjestu u maratonu na Ljetnim olimpijskim igrama 2020. održanim u Tokiju.
Postala je viceprvakinja u ženskom maratonu na Europskom atletskom prvenstvu 2022. u Münchenu. Godine 2022. bila je treća na maratonu u Hannoveru. Sljedeće godine, 2023., pobijedila je u Hannoveru i postavila novi rekord staze od 2:25:45 h. To je značilo da je bila gotovo tri minute ispod svog prethodnog najboljeg rezultata i kvalificirala se za sudjelovanje na Ljetnim olimpijskim igrama 2024. u Parizu.